# Rainbow (bài hát của Sia)
"Rainbow" là một bài hát của nữ ca sĩ kiêm sáng tác nhạc người Úc Sia, được phát hành vào ngày 15 tháng 9 năm 2017, là đĩa đơn đầu tiên từ album nhạc phim của bộ phim hoạt hình chiếu rạp My Little Pony: The Movie. Trong bộ phim, bài hát được trình bày bởi cô ngựa kì lân - một ca sĩ nhạc pop có tên là Songbird Serenade (được lồng tiếng bởi Sia).

## Video âm nhạc
Video âm nhạc của "Rainbow" được phát hành vào ngày 19 tháng 9 năm 2017. Video được đạo diễn bởi Daniel Askill, có sự góp mặt của Maddie Ziegler và có Ryan Heffington làm biên đạo múa. Video đan xen giữa cảnh biểu diễn của Songbird Serenade trước một đám đông chen chúc nhau và cảnh Ziegler nhảy múa một mình trên một sân khấu được bao phủ bởi một màn sương khói bằng nước, đeo một bộ tóc giả giống như phần bờm của Songbird Serenade, và chiến đấu, chinh phục được thành công các hiện tượng thiên nhiên.

## Danh sách bài hát
1. "Rainbow" – 3:17

## Đánh giá từ các nhà phê bình
Brian Rolli từ Billboard đã nhận xét bài hát là "tràn đầy vui vẻ và hy vọng", nói rằng "Ngôi sao nhạc pop người Úc đã thoát ra khỏi những màn trình diễn kỹ năng sáng tạo đầy ngoạn mục và sự nhanh nhẹn như những bài hit trong quá khứ như "Chandelier", với sự ủng hộ của một phần hook rất dè dặt và một giai điệu dễ gây thôi miên, trong khi vẫn trình bày bài hát rất mạnh mẽ và truyền đầy cảm hứng như mọi khi. Cô vẫn duy trì tâm hồn công bằng, vô tư và lạc quan mà nhờ nó, các bài hát của cô được nâng cao một bậc, rồi hát, 'I can see a rainbow in your tears as the sun comes out.' ('Tôi thấy một ánh cầu vồng phản chiếu trong dòng lệ của bạn hệt như khi mặt trời lặn xuống.')" Hilary Hughes từ MTV nói rằng, "Rainbow" có tất cả các dấu hiệu để nhận biết được một đĩa đơn xuất sắc của Sia: Thông điệp trao quyền, nhịp điệu đầy quyền lực, và một giai điệu rất lôi cuốn, dễ lây lan ra khắp nơi." Gabriella Ginsberg từ Hollywood Life nói rằng bài hát rất "hoành tráng một cách đơn giản".